# Club Deportivo Alipio Ponce Vásquez
El Club Deportivo Alipio Ponce Vásquez es un club de fútbol peruano, de la ciudad de Mazamari, provincia de Satipo, departamento de Junín. Fue fundado en 1979 y actualmente juega en la Copa Perú.

## Historia
El club fue fundado el 21 de junio de 1979 y pertenece a la base policial de Mazamari. 
En 1986 fue campeón departamental de Junín y clasificó a la Etapa Regional de la Copa Perú 1987 donde obtuvo uno de los cupos a Intermedia. En ese torneo el equipo policial, presidido por el Coronel Walter Ñavincopa Flores, ganó la Zona Centro y obtuvo el ascenso a Primera División.
Participó en la Primera División del Perú durante la época de los Campeonatos Regionales formando parte de la Zona Centro entre 1988 y 1990. En ese último año se descubrió que, junto a Deportivo Junín y el Defensor ANDA de Aucayacu, que no tenían nada que disputar en el campeonato, habían fraguado actas de partidos que nunca se jugaron para ahorrarse los costos del traslado. Por este escándalo, los tres equipos, junto al Chacarita Versalles de Iquitos, fueron relegados de la primera división, que al año siguiente solo se jugaría con 41 equipos e iniciaría el final de los Campeonatos Regionales en Perú.
En la Copa Perú 2013 fue campeón distrital de Mazamari y en la etapa provincial logró el título tras vencer en la final por 5-2 a San Martín de Pangoa. En la etapa Departamental de Junín llegó a la liguilla final donde obtuvo el campeonato en la última fecha luego de un empate 2-2 con Sport Águila. Superó la etapa regional dejando atrás en su grupo a Real Panaococha de Umari (Huánuco) y Santiago Allauca de Tapuc (Pasco). Clasificó a la etapa nacional donde superó a Municipal de Santillana (Ayacucho) y Ecosem de Pasco siendo eliminado en la semifinal del torneo por San Simón tras perder 4-1 como local e igualar de visita 1-1 en Moquegua.
Retornó a una Etapa Nacional en la Copa Perú 2016 pero fue eliminado en primera fase al terminar en el puesto 30 de la tabla general.

## Uniforme
- Uniforme titular: Camiseta amarilla, pantalón verde, medias verdes.
- Uniforme alternativo: Camiseta celeste, short blanco, medias azules.

### Indumentaria y patrocinador
| Periodo       | Proveedor |
| ------------- | --------- |
| 2012          | Walon     |
| 2012          | Rugare    |
| 2013-presente | Walon     |

| Periodo  | Patrocinador        |
| -------- | ------------------- |
| ???-2012 | Sin patrocinador    |
| 2012     | FAGUM               |
| 2013     | Delia Poma          |
| 2016     | Walter Escriba Cuba |

## Datos del club
- Temporadas en Primera División: 3 (1988-1990).
- Mejor puesto en la liga:
- Mayor goleada conseguida:
  - En campeonatos nacionales de local: Alipio Ponce 9:0 Túpac Amaru (7 de abril de 2013)
  - En campeonatos nacionales de visita:
- Mayor goleada recibida:
  - En campeonatos nacionales de local: Alipio Ponce 1:4 San Simón (24 de noviembre de 2013)[5]
  - En campeonatos nacionales de visita:

## Entrenador
- Reynaldo Párraga (1988-1989)
- Eduardo Asca (2013)
- Guillermo Emerson Camargo Verme (2022)

## Palmarés

### Torneos regionales
| Competición regional              | Títulos                                                                 | Subcampeonatos |
| --------------------------------- | ----------------------------------------------------------------------- | -------------- |
| Liga Departamental de Junín (3/1) | 1986, 2012, 2013.                                                       | 2016.          |
| Liga Provincial de Satipo (12/1)  | 2008, 2009, 2010, 2011, 2012, 2013, 2014, 2016, 2017, 2018, 2019, 2022. | 2024.          |
| Liga Distrital de Mazamari (12/0) | 2009, 2010, 2011, 2012, 2013, 2015, 2016, 2017, 2018, 2019, 2022, 2025. |                |